# Menyllus maculicornis
Menyllus maculicornis là một loài bọ cánh cứng trong họ Cerambycidae.